# Alves Machado
Fernando Alves Machado, conhecido como Alves Machado, (Pelotas, 25 de dezembro de 1981) é um ex-futebolista brasileiro. Atua como meio-campista e também como atacante. Joga pelo Club Sportivo Ridavaria .

## Carreira
Fez sucesso nas divisões inferiores na Argentina, onde jogou pelo Real Arroyo Seco, clube onde ele foi pego no anti-doping por cocaína. Alves Machado deu a volta por cima, ao se destacar pelo La Emilia, clube onde conheceu o treinador Diego Osella que posteriormente o contratou para fazer parte do San Luis, do Chile, sendo um dos grandes jogadores da campanha do acesso do clube para a primeira divisão chilena.

## Títulos
- Campeonato Chileno da 2ª Divisão: 2009-C